# Langvassåga
Langvassåga er en elv som afvander Langvatnet i Rana kommune i Nordland fylke i Norge. Den løber i i sydøstlig retning, langs vestsiden af Mo i Rana Lufthavn, Røssvoll og løber ud i Ranelva syd for Røssvoll.
Langvassåga har et afvandingsareal på 1.114 km².
- Broen på E6 over Langvassåga lige før udløbet i Ranelva
- Langvassåga vest for broen
- Langvassåga vest for broen

66°22′7.05″N 14°17′35.56″Ø / 66.3686250°N 14.2932111°Ø